# Íjászat az 1996. évi nyári olimpiai játékokon
Az 1996. évi nyári olimpiai játékokon az íjászatban négy összetett versenyszámban osztottak érmeket.

## Éremtáblázat
(A rendező ország csapata eltérő háttérszínnel, az egyes számoszlopok legmagasabb értéke vagy értékei vastagítással kiemelve.)
| Az 1996. évi nyári olimpiai játékok éremtáblázata íjászatban | Az 1996. évi nyári olimpiai játékok éremtáblázata íjászatban | Az 1996. évi nyári olimpiai játékok éremtáblázata íjászatban | Az 1996. évi nyári olimpiai játékok éremtáblázata íjászatban | Az 1996. évi nyári olimpiai játékok éremtáblázata íjászatban | Olimpia  |
| ------------------------------------------------------------ | ------------------------------------------------------------ | ------------------------------------------------------------ | ------------------------------------------------------------ | ------------------------------------------------------------ | -------- |
|                                                              | Ország                                                       | Arany                                                        | Ezüst                                                        | Bronz                                                        | Összesen |
| 1.                                                           | Dél-Korea (KOR)                                              | 2                                                            | 1                                                            | 1                                                            | 4        |
| 2.                                                           | Egyesült Államok (USA)                                       | 2                                                            | 0                                                            | 0                                                            | 2        |
|                                                              |                                                              |                                                              |                                                              |                                                              |          |
| 3.                                                           | Kína (CHN)                                                   | 0                                                            | 1                                                            | 0                                                            | 1        |
| 3.                                                           | Németország (GER)                                            | 0                                                            | 1                                                            | 0                                                            | 1        |
| 3.                                                           | Svédország (SWE)                                             | 0                                                            | 1                                                            | 0                                                            | 1        |
|                                                              |                                                              |                                                              |                                                              |                                                              |          |
| 6.                                                           | Ukrajna (UKR)                                                | 0                                                            | 0                                                            | 1                                                            | 1        |
| 6.                                                           | Lengyelország (POL)                                          | 0                                                            | 0                                                            | 1                                                            | 1        |
| 6.                                                           | Olaszország (ITA)                                            | 0                                                            | 0                                                            | 1                                                            | 1        |
|                                                              |                                                              |                                                              |                                                              |                                                              |          |
| Összesen                                                     | Összesen                                                     | 4                                                            | 4                                                            | 4                                                            | 12       |

## Érmesek

### Férfi
| Az 1996. évi nyári olimpiai játékok férfi érmesei íjászatban |                                                                                            |                                                                                               |                                                                         |
| Versenyszám                                                  | Arany                                                                                      | Ezüst                                                                                         | Bronz                                                                   |
| Férfi összetett, egyéni                                      | Justin Huish · Egyesült Államok (USA)                                                      | Magnus Petersson · Svédország (SWE)                                                           | O Gjomun (O Gyo-Mun) · Dél-Korea (KOR)                                  |
| Férfi összetett, csapat                                      | Egyesült Államok (USA) · Justin Huish · Butch Johnson (Richard Andrew Johnson) · Rod White | Dél-Korea (KOR) · Csang Jongho (Jang Yong-Ho) · Kim Boram (Kim Bo-Ram) · O Gjomun (O Gyo-Mun) | Olaszország (ITA) · Matteo Bisiani · Michele Frangilli · Andrea Parenti |

### Női
| Az 1996. évi nyári olimpiai játékok női érmesei íjászatban | |                                                                             |                                                                         |
| Versenyszám                                                | Arany                                                                                                   | Ezüst                                                                       | Bronz                                                                   |
| Női összetett, egyéni                                      | Kim Gjonguk (Kim Gyeong-Uk) · Dél-Korea (KOR)                                                           | Ho Jing (He Ying) · Kína (CHN)                                              | Olena Szadovnicsa · Ukrajna (UKR)                                       |
| Női összetett, csapat                                      | Dél-Korea (KOR) · Kim Dzsoszun (Kim Jo-Sun) · Kim Gjonguk (Kim Gyeong-Uk) · Jun Hjejong (Yun Hye-Yeong) | Németország (GER) · Barbara Mensing · Cornelia Pfohl · Sandra Wagner-Sachse | Lengyelország (POL) · Iwona Dzięcioł · Katarzyna Klata · Joanna Nowicka |

## Magyar részvétel
- Kovács Judit – 45.
- Kiss Tímea – 51.